# برج الظلام 7: برج الظلام
برج الظلام 7: برج الظلام هي رواية خيالية للكاتب الأمريكي ستيفن كينغ. يأتي هذا الكتاب سابعًا وأخيرًا في سلسلة برج الظلام. نُشر الكتاب من قبل دار غرانت للنشر في 21 سبتمبر 2004 (عيد ميلاد كينغ)، متضمنًا الرسوم التوضيحية لميخائيل ويلان. للرواية أربعة عناوين فرعية: الاستنساخ، والوحي، والخلاص، والاستئناف -استُخدمت كل هذه العناوين باستثناء ثانيها كعناوين فرعية للروايات السابقة في السلسلة.

## ملخص الحبكة
انطلاقًا من المكان الذي توقف فيه الكتاب السادس، يقاتل جيك تشامبرز والأب كالاهان غزو قوى الشر داخل ديكسي بيغ، وهو مطعم لمصاصي الدماء في مدينة نيويورك يقدم اللحم البشري المشوي وأبوابًا إلى عوالم أخرى. يضحي كالاهان بنفسه ليتمكن جيك من البقاء على قيد الحياة بعد قتال وتدمير العديد من «الرجال المنحطين» ومصاصي الدماء من النوع الأول. في العالم الآخر –فيديك-، تنجب ميا، التي انفصلت جسديًا الآن عن سوزانا دين، موردريد ديشان، الابن البيولوجي لرولاند ديشان وسوزانا. يعتبر الملك القرمزي أيضًا «أبًا شريكًا» لهذا الطفل النبوئي، لذلك ليس من المستغرب أن يكون الفعل الأول لموردريد «الطفل» هو التحول إلى مخلوق عنكبوتي الشكل والتهام أمه التي ولدته. تطلق سوزانا النار على موردريد لكنها تفشل في قتله، وتقضي على العملاء الآخرين التابعين للملك القرمزي، وتهرب للقاء جيك عند الباب متعدد الأبعاد أسفل ديكسي بيغ والذي يتصل مع فيديك. يطارد موردريد الذي نضج بسرعة رولاند وبقية المسلحين في وقت لاحق خلال هذه المغامرة، إذ يتحول من إنسان إلى عنكبوت كلما دعت الحاجة، حاملًا في قلبه غضبًا غريزيًا تجاه رولاند، «والده الأبيض».
قام رولاند وإيدي بتجنيد جون كولوم في ماين، ليعودوا بعدها إلى فيديك، حيث أعيد لم شمل الكاتيت حينها. يخطط والتر (المعروف في قصص أخرى باسم راندال فلاغ) لقتل موردريد واستخدام الوحمة الموجودة على كاحل موردريد للوصول إلى البرج، لكنه يُقتل بسهولة من قبل الرضيع عندما كشف موردريد أكاذيبه.
يسافر رولاند وجماعته من الكاتيت إلى ثاندركلاب، ومن بعدها إلى ديفار توي المجاورة، لإيقاف مجموعة من الوسطاء الروحيين المدعوين باسم المحطمين الذين سيسخرون قدراتهم التخاطرية لتحطيم الأشعة التي تدعم البرج. يساعد تيد براوتيغان ودنكي إيرنشو المسلحين على جمع المعلومات والأسلحة، ويساهمان في لمّ شمل رولاند مع صديقه القديم شيمي رويز من ميخيس. يقوم المسلحون بإطلاق سراح المحطمين من آسريهم، لكن يُصاب إيدي في المعركة ويموت بعد فترة وجيزة. يتوقف رولاند وجيك للحداد ثم يقفزون بصحبة أوي إلى ماين عام 1999، من أجل إنقاذ حياة ستيفن كينغ (الذي يكتب عن نفسه بصفته شخصية ثانوية ذات معرفة غير محدودة في الكتاب)؛ أصبح الكاتيت يعتقدون أن نجاح مهمتهم مرهون ببقاء كينغ على قيد الحياة ليتمكن من الكتابة عن نجاحها في كتبه.
يكتشف الكاتيت أن كينغ سيتعرض للصدم بواسطة شاحنة. يضحي جيك بحياته إذ يدفع كينغ بهدف إبعاده عن الطريق. يدفن رولاند جيك، بقلب يعتصره الحزن على فقدان الشخص الذي اعتبره ابنه الحقيقي، ويعود مع أوي إلى فيديك حيث توجد سوزانا عبر ديكسي بيغ. يُطاردون عبر أعماق قلعة ديسكورديا من قبل وحش آخر، ثم يغادرون ويسافرون لأسابيع عبر أراض وعرة متجمدة باتجاه البرج.
يصادفون باتريك دانفيل خلال الطريق، وهو شاب يُسجن على يد وسيط روحيّ من مصاصي الدماء يُدعى دانديلو ويُعرف باسم جو كولينز. يتغذى دانديلو على مشاعر ضحاياه، وهذا ما حاول فعله مع رولاند وسوزانا من خلال إلقاء بعض النكات. يحذر كينغ كلًا من رولاند وسوزانا من الخطر المحدق بهما، إذ يقدم الدلائل مباشرةً في الكتاب، ما يمكّنهما من هزيمة مصاص الدماء. يعثرون على باتريك في الطابق السفلي، بعد أن قام دانديلو بقطع لسانه. يُحرّر باتريك وسرعان ما تتجلى موهبته الخاصة: تتحول رسوماته ولوحاته إلى واقع. توصلت سوزانا مع اقترابهم من برج الظلام إلى استنتاج مفاده أن رولاند يحتاج إلى إكمال رحلته دونها. تطلب سوزانا من باتريك رسم باب ظهر في أحلامها ليخرجها من هذا العالم. ينفذ باتريك طلب سوزانا التي تودع رولاند مع ظهور الباب قبل أن تنتقل إلى عالم آخر.
يصل موردريد أخيرًا ويهاجم رولاند. يدافع أوي بشراسة عن دنه (وهو اسم يشير إلى قائد الكاتيت، أي رولاند)، موفرًا لرولاند الثواني الإضافية اللازمة لإبادة العنكبوت. يموت أوي بعد اختراق غصن شجرة جسدَه. يستمر رولاند في سعيه لتحقيق هدفه النهائي ويصل إلى البرج، ليجده محتلًا بواسطة الملك القرمزي. تحاصرهم بعض العوائق لعدة ساعات جاعلةً من طريقهم مسدودًا، إلى أن يطلب رولاند من باتريك أن يرسم صورة للملك القرمزي ويمحيها، ما يؤدي إلى إزالته من الوجود باستثناء عينيه. يتمكن رولاند من الدخول إلى البرج بينما يعود باتريك إلى المنزل. يعرض المشهد الأخير رولاند وهو يصرخ بأسماء أحبائه ورفقائه الذين ماتوا محققًا العهد الذي قطعه على نفسه. يُغلق باب برج الظلام بينما يقف باتريك متفرجًا من بعيد.
تنتقل القصة بعد ذلك إلى سوزانا قادمة عبر الباب السحري إلى نيويورك في ثمانينيات القرن الماضي، حيث يتولى غاري هارت رئاسة البلاد. ترمي سوزانا بندقية رولاند (التي لا تعمل على هذا الجانب من الباب)، رافضةً أن تعيش كمسلحة، وتبدأ حياةً جديدةً مع نسخ بديلة من إيدي وجيك، اللذان يتحولان في هذا العالم إلى أخوين من عائلة تورين مع امتلاكهما ذكريات مبهمةً للغاية عن رحلتهم السابقة مع سوزانا، التي بدأت ذكرياتها الخاصة حول العالم الأوسط بالتلاشي. هذا ما عنى أن نسخة بديلة من أوي البيلي بامبر، ستنضم إليهم أيضًا.
في فصل «كودا» الختامي، حثّ كينغ القارئ على إغلاق الكتاب في هذه المرحلة، واعتبارها قصةً ذات نهاية سعيدة، وعدم التجرؤ على دخول البرج مع رولاند. بالنسبة لأولئك الذين تجاهلوا التحذير، تُستأنف القصة مع دخول رولاند إلى برج الظلام. يكتشف رولاند أن البرج ليس مصنوعًا من الحجر، بل من نوع من اللحم: إنه جسد غان المادي. يصادف رولاند أثناء صعوده الدرجات العديد من الغرف التي تحتوي على رموز أو علامات تشير إلى حياته السابقة. يجد رولاند بابًا يحمل علامة باسمه عند وصوله إلى قمة البرج ويقوم بفتحه. يدرك رولاند مذعورًا على الفور أنه قد زار البرج مرات لا تحصى من قبل. تدفعه أيادي غان عبر الباب لينتقل في الزمن إلى صحراء موهاين، عائدًا إلى حيث وُجد في بداية البرج المظلم: الرجل المسلح، دون أي ذكريات عما حدث للتو. الفرق الوحيد هذه المرة هو امتلاك رولاند قرن إيلد، الذي تركه مُلقى على الأرض بعد معركة جيريكو هيل في تجسّده السابق. يسمع رولاند صوت غان، وهو يهمس أنه ربما ستختلف النتيجة هذه المرة في حال وصوله إلى البرج مجددًا؛ ربما قد توجد بقية. تنتهي السلسلة حيث بدأت في السطر الأول من الكتاب الأول: «هرب الرجل ذو الرداء الأسود عبر الصحراء، ثم تبعه المسلح».

## وصلات خارجية
- The Dark Tower official website
- TheDarkTower.org
  - Towerpedia!
- The Dark Tower at Worlds Without End